# Watertoren (Strijen)
De watertoren van Strijen is een voormalige watertoren, gebouwd in 1914 door Visser & Smit Hanab.
Deze toren heeft een hoogte van 27 meter en had waterreservoir met een inhoud van 150 m3.
De watertoren is niet meer in gebruik, en wordt gebruikt als appartement en bed&breakfast.